# Почему не Эванс? (мини-сериал, 2022)
«Почему не Эванс?» или «Почему они не попросили Эванс?» (англ. Why Didn't They Ask Evans?) — британский детективный мини-сериал по одноимённому роману Агаты Кристи, вышедший на экраны в апреле 2022 года. Его срежиссировал Хью Лори, сыгравший одного из персонажей. Главные роли исполнили Люси Бойнтон и Уилл Поултер.

## Сюжет
Основой сценария стал детективный роман Агаты Кристи «Почему не Эванс?». Действие происходит в 1936 году в маленьком городке в Уэльсе. Сын местного викария Бобби Джонс становится свидетелем гибели неизвестного мужчины, который упал со скалы, а перед смертью произнёс загадочную фразу: «Почему не Эванс?» (другой вариант перевода — «Почему же они не попросили Эванс?»). Полиция пытается замять дело, и тогда Бобби сам начинает расследование. Ему помогает девушка из аристократической семьи, леди Фрэнсис Дервуэнт.

## В ролях
- Уилл Поултер — Роберт «Бобби» Джонс
- Люси Бойнтон — леди Фрэнсис «Фрэнки» Дервуэнт
- Хью Лори — доктор Джеймс Николсон
- Джонатан Джулс — Нокер Бидон
- Эмма Томпсон — леди Марчам
- Джим Бродбент — лорд Марчам

## Создание и оценки
В апреле 2021 года стало известно, что Хью Лори занялся экранизацией малоизвестного романа Агаты Кристи «Почему не Эванс?». Он стал режиссёром, сценаристом и одним из продюсеров проекта, сыграл одного из второстепенных персонажей. Другие роли сыграли Уилл Поултер, Люси Бойнтон, Эмма Томпсон, Джим Бродбент. Экранизация стала мини-сериалом из трёх эпизодов, её снимали на студии Mammoth Screen. Известно, что главным источником вдохновения для Лори стал фильм 1934 года «Тонкий человек», экранизация романа Дэшила Хэммета, и его продолжения. Премьерный показ состоялся в апреле 2022 года на сервисе BritBox.
Сериал получил умеренно позитивные оценки. Обозреватель «Афиши Daily» Никита Лаврецкий охарактеризовал его как «уютный детектив», «скорее приторно симпатичное, чем художественно утончённое зрелище», которое, однако, вызывает улыбку и качественно показывает основную интригу. «В отличие от компьютерно-пижонских фильмов про Пуаро Кеннета Брана, — пишет рецензент, — жанровую составляющую мини-сериала „Почему не Эванс?“ не затмевает невыносимый голливудский лоск антуража и актёров, а потому извилины зрителя могут быть полностью заняты разгадыванием детектива одновременно с героями».
Для обозревателя «Комсомольской правды» Александра Плякина «Почему не Эванс?» — «необязательное, но симпатичное повествование, разыгранное хорошим актёрским составом». По мнению этого критика, главное в сюжете сериала — не детективная составляющая, а «дух приключения средь живописных британских пейзажей» и отношения между двумя сыщиками-любителями, Бобби Джонсом и Фрэнки Дервуэнт.
С точки зрения рецензента из журнала «Москвич Mag» Ярослава Забалуева, «Почему не Эванс?» — «не столько детектив, сколько сборник лучших хитов из классической эры кино, своего рода сериал-ревю». Поэтому Лори не концентрируется на центральной сюжетной линии, уделяя больше внимания «лирическим отступлениям», а жанр «беззаботно мутирует от почти диккенсовского романа воспитания в деревенский триллер, эффектный нуар и — разумеется — финиширует почти что водевилем».